# Мичуринский сельсовет (Оренбургская область)
Мичуринский сельсовет — сельское поселение в Акбулакском районе Оренбургской области Российской Федерации.
Административный центр — село Покровка.

## История
Статус и границы сельского поселения установлены Законом Оренбургской области от 2 сентября 2004 года № 1424/211-III-ОЗ «О наделении муниципальных образований Оренбургской области статусом муниципального района, городского округа, городского поселения, установлении и изменении границ муниципальных образований».

## Население
| 2010 | 2012 | 2013 | 2014 | 2015 | 2016 | 2017 |
| ---- | ---- | ---- | ---- | ---- | ---- | ---- |
| 862  | ↗895 | ↗918 | →918 | ↘905 | ↘878 | ↘852 |
| 2018 | 2019 | 2020 | 2021 |      |      |      |
| ↘834 | ↘800 | ↘755 | ↘733 |      |      |      |

## Состав сельского поселения
| № | Населённый пункт | Тип населённого пункта       | Население |
| - | ---------------- | ---------------------------- | --------- |
| 1 | 28 км            | разъезд                      | 20        |
| 2 | Бикмурзино       | посёлок                      | 156       |
| 3 | Кужунтай         | посёлок                      | 156       |
| 4 | Меловой Завод    | посёлок                      | 141       |
| 5 | Покровка         | село, административный центр | 389       |